# PNA Islas Malvinas (GC-82)
La lancha PNA Islas Malvinas (GC-82) fue una lancha patrullera de la clase Z-28 de la Prefectura Naval Argentina. Junto a la GC-83 Río Iguazú fue una de las guardacostas que combatió en la Guerra de Malvinas. Con la rendición de Puerto Argentino, fue capturada por la Royal Navy como HMS Tiger Bay.

## Acciones bélicas
Sufrió desperfectos mecánicos que hicieron que su velocidad se redujera un 50%. Servía como auxiliar y escolta de las fuerzas de la Armada Argentina y del Ejército Argentino.
Sufrió daños tras un ataque de un helicóptero Lynx del HMS Alacrity en los primeros días de la guerra, el 1 de mayo, en afueras de la Isla Celebroña, cuando se encontraba auxiliando al ARA Forrest en torno a las 8:00 a. m. El patrullero Islas Malvinas con armamento 12,7 mm y en las maniobras de defensa del ataque, resultó herido el Cabo Segundo Antonio Grigolato. El helicóptero fue dañado por el ARA Forrest durante el ataque.
Tras la rendición argentina, el HMS Cardiff lo capturó en Puerto Argentino y lo renombró como HMS Tiger Bay (por la zona portuaria de Cardiff, Tiger Bay).
Posteriormente, fue amarrado en el puerto de Portsmouth hasta que fue vendida a un particular en 1986.